# Sablia engadinensis
Sablia engadinensis är en fjärilsart som beskrevs av Pierre Millière 1873. Sablia engadinensis ingår i släktet Sablia och familjen nattflyn. Inga underarter finns listade.